# Deiregyne diaphana
Deiregyne diaphana är en orkidéart som först beskrevs av John Lindley, och fick sitt nu gällande namn av Leslie Andrew Garay. Deiregyne diaphana ingår i släktet Deiregyne, och familjen orkidéer. Inga underarter finns listade i Catalogue of Life.